# Barnett Nathan
Barnett Nathan (Canterbury, 1793 – Kennington, 6 de desembre de 1856), conegut professionalment com a baró Nathan, va ser un impresario, animador i mestre de ball anglès.

## Biografia
Barnett Nathan va néixer a Canterbury, el fill d'una familia jueva, i se li va donar el nom hebreu Baruch ben Menachem. El seu pare d'origen polonès era Hazan de la sinagoga local. El germà gran de Barnett, Isaac Nathan, arribaria a ser un músic i compositor i una germana es convertiria en arpista professional. El 6 de juliol de 1816, es va casar en secret amb Caroline Buckley de Bristol, la germana de la segona esposa del seu germà Isaac.
Una primer negoci en la promoció musical amb Isaac va acabar en fallida, i Nathan es va convertir en un instructor de ball a Kennington. Allà va obrir una acadèmia de dansa, i des del 1834 va dirigir la dansa als jardins Tivoli de Margate. El 1842, va ser instal·lat permanentment com a mestre de cerimònies i director gerent als jardins Rosherville de Gravesend, Kent, on passava tots els estius fins a la seva mort. En les seves nits de benefici, realitzava el seu famós "ball de l'ou", que consistia a ballar la hornpipe amb els ulls tapats en un escenari cobert d'ous i estris de te.
Va morir a casa seva el 6 de desembre de 1856 a causa de la ruptura d'un vas sanguini al cap, i va ser enterrat al cementiri jueu Bancroft Road de Covent Garden.